# Soennecken
Soennecken (F. Soennecken Verlag) è stata un'azienda tedesca che produceva prodotti per ufficio. I suoi prodotti sono ben noti nel mondo anglosassone, nel Nord America, in Australia e anche in India. Fondato da Friedrich Soennecken nel 1875, registrato come marchio nel 1905. A causa del fallimento, il marchio di proprietà si chiama BRANION EG dal 1973. Oggi l'azienda offre una varietà di prodotti per ufficio.

## Sequenza temporale
- 1883: Soennecken impiega 30 lavoratori e packman, acquisizione di area da Poppelsdorf, ora Bonn
- 1887: ampliamento della fabbrica
- 1896: viene inaugurato un nuovo edificio
- 1898: nuova costruzione per la produzione di mobili
- 1903/1904: Completamento fabbrica di mobili Soenneckenfeld
- 1909: nuova costruzione a Poppelsdorf: Soenneckenfeld
- 1910: partecipazione alla Fiera mondiale di Bruxelles.
- 1911: figlio di Soenneckens, l'ingegnere Alfred Soennecken entra nell'azienda
- 1913 filiali di esportazione a Berlino, Lipsia, Amsterdam, Anversa e Parigi
- 72.000 pacchi merci vengono inviati in tutto il mondo
- Acquisto della fabbrica di piume/molle Schaper a Iserlohn
- 1919: morte di Friedrich Soennecken
- Anni 1920: Enterprise impiega circa 1000 collaboratori
- 1973: fallimento
- 1983: BRANION EG acquista i diritti di marchio